# Pachybrachis viduatus
Pachybrachis viduatus är en skalbaggsart som först beskrevs av Fabricius 1801.  Pachybrachis viduatus ingår i släktet Pachybrachis och familjen bladbaggar. Inga underarter finns listade i Catalogue of Life.